# Tally

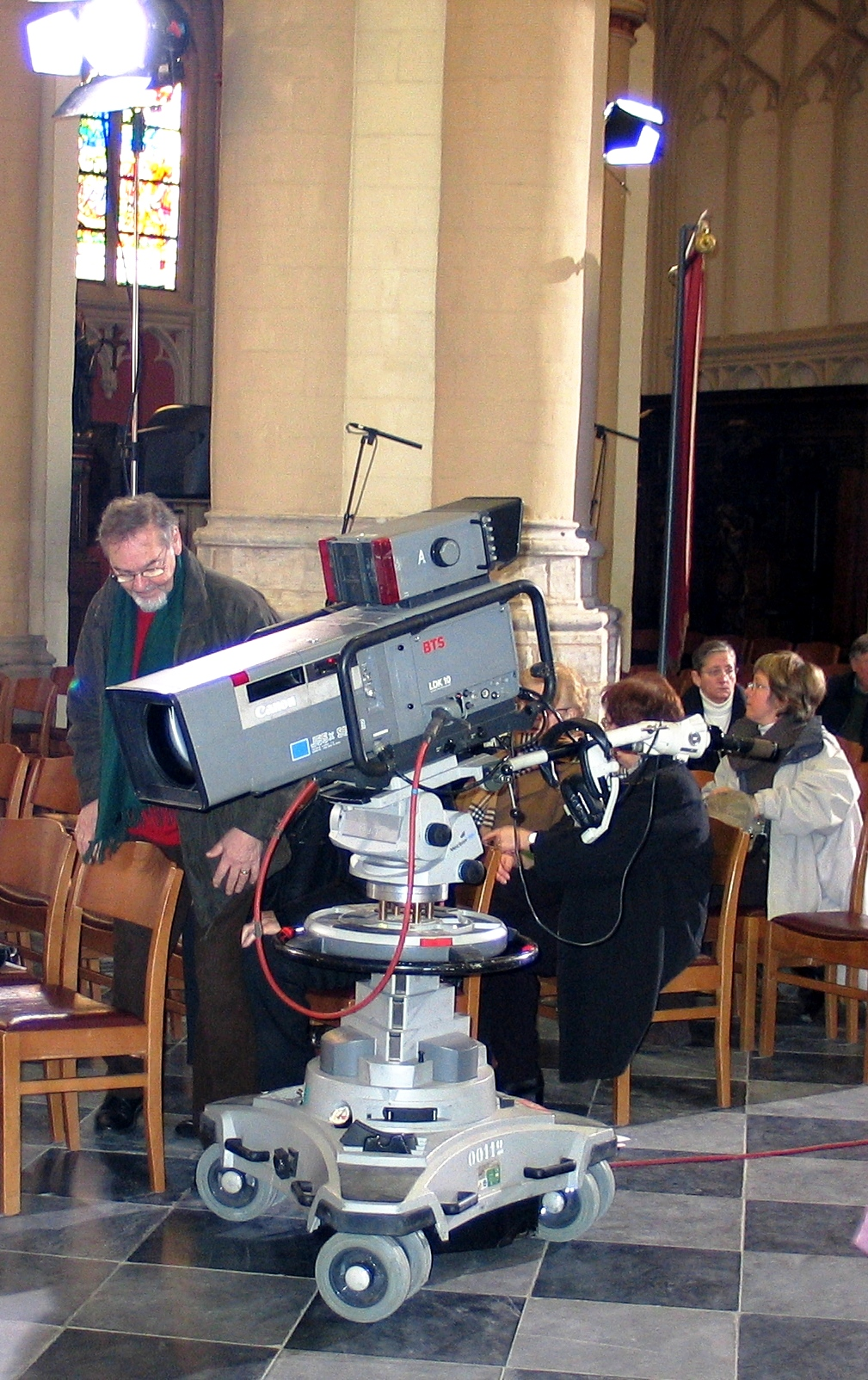
Una telecamera della BTS. Si noti il tally (in questo caso spento) presente sul viewfinder e ripetuto sull'ottica.

Il tally è un segnale di controllo in grado di associare una determinata causa a una determinata azione. Nella sua forma più comune, in ambito televisivo, il tally provoca l'accensione di una luce rossa su una telecamera per indicare all'operatore di ripresa e alle persone riprese che quella determinata telecamera è in onda, cioè che il suo segnale è presente sull'uscita del mixer video ed è trasmesso o registrato.

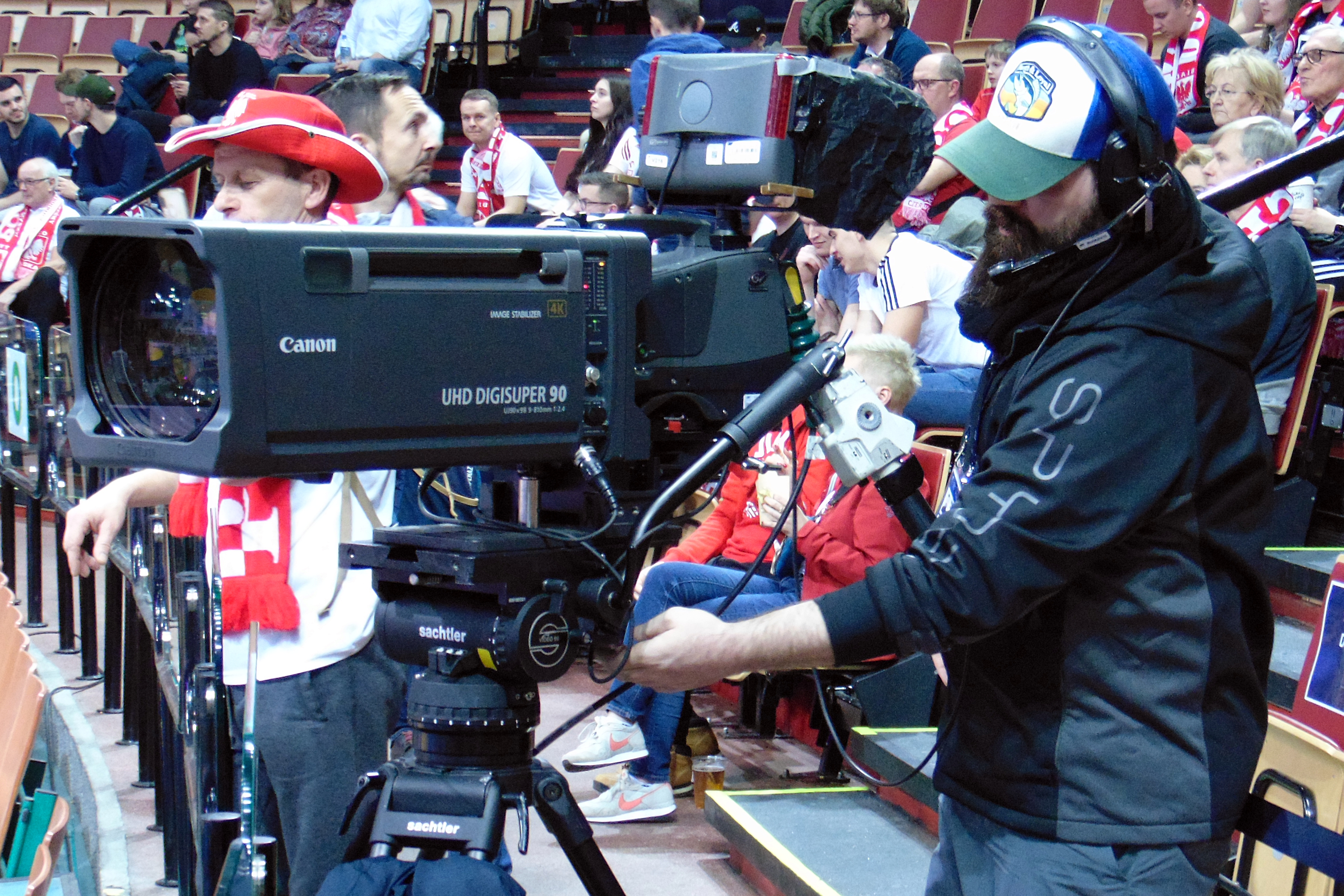
Primo piano di una telecamera Canon con il tally sul retro del viewfinder

Per estensione, il tally è anche la lampada stessa. 

## Livelli di tally
In una normale situazione produttiva in studio, è necessaria l'indicazione della telecamera messa in onda, sia per l'operatore di ripresa che per le persone riprese. Chi conduce un programma deve sapere quale telecamera guardare, e chi la utilizza deve sapere se la telecamera è in onda o no. Oltre alle comunicazioni via intercom, il tally permette una segnalazione immediata e inequivocabile. In base alla nomenclatura, esistono principalmente due tipi di tally (a volte tre), chiamati livelli:
- Il tally rosso o semplicemente tally indica che una determinata telecamera è in onda. Questa luce è presente sia nel mirino della telecamera che all'esterno di essa, ed è in genere ripetuta se necessario per motivi di visibilità. Per esempio, una lampada ripetitrice è spesso montata sul teleprompter. Naturalmente, se le telecamere in onda sono più di una, entrambi i tally saranno accesi, per esempio durante una dissolvenza incrociata.

- Il tally verde è una segnalazione ausiliaria (visibile di solito solo all'operatore e al controllo camere) che indica quando la telecamera è usata ma non direttamente in onda, per esempio è in preview (pronta per andare in onda) oppure registrata separatamente.

Le telecamere di alto livello dispongono di due o anche tre livelli di tally, così come i mixer video. Per completare l'analogia con i semafori, talvolta si usa anche un segnale di tally giallo con una funzione simile al tally verde. Se sono disponibili sia il tally giallo che il verde, per esempio, è possibile associare il preview al tally verde e una registrazione separata al tally giallo.
Spesso i tally verde e giallo sono chiamati anche Tally ISO, abbreviazione di ISOlata.

## Tally in regia
Mentre le telecamere sono fisicamente presenti in studio, gran parte delle altre sorgenti è installata e azionata in regia.  I segnali ripetitori sono presenti comunque in almeno tutti i monitor utilizzati dal regista per una produzione multicamera, e nel caso di monitor virtuali gestiti da uno scompositore.

## Tipi di collegamento
In base al collegamento elettrico, è possibile distinguere tra tally parallelo e seriale.

### Tally parallelo
Il tally parallelo è un semplice contatto tra due conduttori, che agisce come un vero e proprio interruttore. Il dispositivo che genera i tally (il mixer video o talvolta la matrice di commutazione) ha un connettore che presenta tutti i contatti (con la massa in comune) che vanno collegati agli apparati riceventi, che presentano a loro volta una serie di contatti in ingresso (tanti quanti sono i livelli di tally gestibili). Non esiste un connettore standardizzato, che varia a seconda del produttore, anche se sono di uso comune i connettori D-subminiature o connettori a norme militari.
I mixer moderni integrano i contatti dei tally direttamente nel loro sistemi di GPI, permettendo così una gestione integrata dei segnali inviati a dispositivi esterni.

### Tally seriale
Il tally seriale viene usato per interfacciare sistemi complessi. In questo caso il dispositivo che genera i tally comunica tramite una porta seriale con un processore di tally che si occupa di instradare a sua volta i segnali relativi.
Il mixer video è collegato direttamente al processore con un protocollo standard chiamato Serial Tally Protocol e riceve dati (aggiornati a ogni cancellazione verticale) su quali sorgenti siano in onda e su quali uscite. Il processore, in base alle sue impostazioni, provvede quindi ad attivare i segnali necessari.
Il processore dispone a sua volte di connessioni parallele e seriali: di solito singoli monitor e CCU accettano contatti singoli (paralleli), mentre i multiviewer possono comunicare per via seriale.
In ingresso al processore, sempre per via parallela, possono essere ricevuti contatti da elaborare successivamente.